# Yves Roby
Pour les articles homonymes, voir Roby.
Yves Roby est professeur au Département d'histoire de l'Université Laval, écrivain et historien québécois né à Québec en 1939. Il est décédé le 7 août 2019 à Pointe-Claire. 
Spécialiste de l'histoire sociale, économique et culturelle, il a reçu, avec Jean Hamelin, le Prix du Gouverneur général : études et essais de langue française en 1972, pour l'ouvrage Histoire économique du Québec, 1851-1896.
Par la suite, il devint un spécialiste majeur de l'histoire des Franco-Américains et des migrations nord-américaines. Il est connu pour avoir publié deux synthèses historiques : Les Franco-Américains de la Nouvelle-Angleterre : 1776-1930  en 1990, et Les Franco-Américains de la Nouvelle-Angleterre. Rêves et réalités en 2000. 
En 2007, il a publié Histoire d'un rêve brisé? Les Canadiens français aux États-Unis.

## Honneurs
- 1972 - Prix du Gouverneur général
- 1991 - Prix Champlain
- 1993 - Membre de la Société royale du Canada
- 1996 - Médaille J. B. Tyrrell
- 1997 - Bourse Killam
- 2003 - Prix Champlain